# Eretmopus penicillata
Eretmopus penicillata là một loài bướm đêm trong họ Geometridae.